# フェリー出島
フェリー出島（フェリーでじま）は、かつて九州商船が運航していたフェリー。

## 概要
内海造船田熊工場で建造され、1974年4月26日に長崎 - 下五島航路に就航した。
共有建造制度を利用して建造された船舶整備公団との共有船である。
1984年、若狭丸の代船として鹿児島 - 種子島航路に転配された。
2004年12月11日、コスモラインのフェリー航路開設により航路廃止となり、引退した。
その後、海外売船され、インドネシアでスンダ海峡を横断する航路に就航している。

## 設計
先に建造されたフェリー五島よりやや大型化されていた。

## 事故・インシデント

### 客船との衝突
1976年6月21日、長崎港から福江港へ向かっていた本船は、長崎港へ向かっていた同じく九州商船の客船楓丸と五島灘で衝突した。事故発生当時、夜間で海上濃霧警報が発令されていたが、両船ともレーダーを使用していた。